# Stara Wieś (Lipicze)
Stara Wieś – część wsi Lipicze w Polsce położona w województwie łódzkim, w powiecie sieradzkim, w gminie Klonowa.
W latach 1975–1998 Stara Wieś administracyjnie należała do województwa sieradzkiego.